# 如果可以
如果可以是臺灣歌手韋禮安的一首歌曲，於2021年11月3日在各大電台首播，並於同月5日在各大數位音樂平台正式發行。該歌曲由韋禮安和JerryC作曲，九把刀作詞，JerryC製作，是臺灣電影《月老》的主題曲。

## 創作背景
電影《月老》的製作團隊邀請了曾經參與多首熱門歌曲及影視原聲歌曲作曲和編曲工作的音樂人JerryC製作該電影的主題曲。在接受主題曲的邀約後，JerryC透過導演口述劇情和畫面，覺得演唱者非韋禮安莫屬。這是韋禮安繼同年5月為臺灣電視劇《火神的眼淚》創作和演唱片頭曲因為是你後，再度和影視作品合作。兩人在創作時，由於沒有任何電影畫面可供參考，只能從故事大綱去想像電影的大致樣貌，並揣測導演九把刀預想歌曲的模樣。
如果可以由韋禮安、JerryC共同作曲，後者還負責編曲。在編曲階段，JerryC先用配樂邏輯揣摩電影想營造的音樂氛圍與情緒張力，使韋禮安馬上進入情境寫好主旋律。兩人花了兩小時左右即完成歌曲的Demo。當中，韋禮安在高音部分使用真音演唱，而不是用轉音和假音表現，使整首歌更加糾結、虐心、激昂。為了使歌曲更加暖心，歌曲在弦樂上模仿「日系暖歌」的配器法，用木吉他跟弦樂交疊出來的樸實情感與張力，表現電影主角阿綸與小咪之間最純粹的愛。
在開選歌會時，導演九把刀一聽到這首歌時就一眼相中，他表示此前為了尋找適合的主題曲，已經聽了一百多首Demo。之後，九把刀以「虐心」的角度為該歌曲填詞。

## 發行宣傳
該歌曲於2021年11月3日在包括臺灣Hit FM聯播網、加拿大中文電台AM1470和FM961在內的各大電台首播，並於後天在各大數位音樂平台正式發行，音樂錄影帶則於同月7日在YouTube上發布。
因電影《月老》在南韓上映，當時韋禮安在看到這個消息時，想到之前跟韓國YouTuber合作時曾簡單以韓語唱了幾句，發現該歌曲的旋律蠻適用韓語演唱的，還可以讓自己當「歐爸」的乾癮，於是在2022年3月11日推出該歌曲的韓語版만약（中文：如果）。4月22日，韋禮安又推出歌曲的日語版赤い糸（中文：紅線）。

## 商業表現
在各大數位音樂平台上架後，歌曲發行首週便登上臺灣KKBOX華語新歌週榜和華語單曲週榜第3名，並在發行第三週獲得該榜單冠軍。電台方面，如果可以首次登場於Hito中文排行榜第5名，並在兩週後奪下榜單冠軍。歌曲還拿下《告示牌》Taiwan Songs創榜冠軍，蟬聯該榜單冠軍22週。
在香港，如果可以以第4名初登場於《告示牌》Hong Kong Songs，最高排名第2名。電台方面，歌曲登上新城電台勁爆本地榜冠軍，叱咤903專業推介第9名，以及香港電台第二台中文歌曲龍虎榜第11名。其韓語版還登上了叱咤903豁達推介亞軍。
而在新加坡，歌曲首次登場於2021年第50週的新加坡唱片業協會排行第12名，最高位置在隔年來到榜單亞軍。該曲也登上《告示牌》Singapore Songs亞軍

## 專業評價
如果可以獲得Hit FM聯播網和UFM 100.3電台DJ推薦。關鍵評論網的影評人認為如果可以依舊維持青春電影該有的風格，且能接棒胡夏的那些年，繼續傳唱關於青澀愛戀的酸甜苦辣。臺灣音樂製作人韓立康為腾讯音乐浪潮榜撰文稱歌曲給人純愛九把刀的感覺，是首腦海會有畫面的歌曲。本作被新加坡UFM 100.3電台聽眾票選為第10屆U選1000冠軍

## 獎項
| 年份 | 頒獎典禮/機構               | 類別             | 結果 |
| ---- | --------------------------- | ---------------- | ---- |
| 2021 | 第58届金马奖                | 最佳原創電影歌曲 | 提名 |
| 2021 | Hit FM年度百首單曲          | 第1名            | 獲獎 |
| 2022 | 第七屆Lavender Music Awards | 最受歡迎歌曲獎   | 獲獎 |
| 2022 | 第七屆Lavender Music Awards | 年度飛越獎       | 獲獎 |
| 2022 | Hito流行音樂獎              | 年度百首單曲冠軍 | 獲獎 |
| 2022 | Hito流行音樂獎              | 年度十大華語歌曲 | 獲獎 |
| 2022 | Hito流行音樂獎              | 最受歡迎數位單曲 | 提名 |
| 2022 | Hito流行音樂獎              | Hito電影主題曲   | 獲獎 |
| 2022 | 第15屆Freshmusic Awards     | 年度金曲         | 獲獎 |
| 2022 | 第33屆金曲獎                | 年度歌曲獎       | 提名 |
| 2023 | 2023年CASH最廣泛演出金帆獎  | 國語流行作品     | 獲獎 |

## 幕後團隊
以下摘自該歌曲的MV在YouTube上的說明文字。
錄音室
- 錄音室 – Awesome Music Studio、Yellout Studio
- 混音錄音室 – 白帕斯混音工作室

製作人員
- 吉他 – JerryC
- 弦樂編寫 – 游政豪
- 弦樂監製 – 李朋
- 弦樂 – 國際首席愛樂樂團
- 和聲編寫 – 韋禮安
- 和聲 – 韋禮安
- 錄音工程師 – JerryC
- 混音工程師 – 康小白

## 榜單表現
| 排行榜（2021－2022年）               | 最高 排名 |
| ------------------------------------ | --------- |
| 香港（《告示牌》Hong Kong Songs）    | 2         |
| 香港（叱咤903專業推介）              | 9         |
| 香港（叱咤903豁達推介） 韓語版       | 2         |
| 香港（香港電台第二台中文歌曲龍虎榜） | 11        |
| 香港（新城電台勁爆本地榜）           | 1         |
| 新加坡（《告示牌》Hong Kong Songs）  | 2         |
| 新加坡（新加坡唱片業協會）           | 2         |
| 臺灣（《告示牌》Taiwan Songs）       | 1         |
| 臺灣（HITO中文排行榜）               | 1         |

## 翻唱版本
2022年香港網絡創作人「挽歌之聲」改編為粵語版不求月老（許東晴演唱），其影片在YouTube獲得逾五百萬點擊數。2023年韋禮安於香港舉行演唱會時亦唱出了此粵語版。